# Ямайская хутия
Ямайская хутия, или короткохвостая хутия, или хутия Брауна (лат. Geocapromys brownii, другое название — ямайский кролик) — эндемичный вид грызунов рода Geocapromys, обитающий в горных лесистых местностях Ямайки. Вид назван в честь ирландского естествоиспытателя Патрика Броуна (1720—1790).
Основные районы обитания — Голубые горы и маленький остров Сван у берегов Гондураса. Средняя длина тела — 40 сантиметров, хвоста — 5 сантиметров. Питается растительной пищей, ведёт полностью наземный и преимущественно ночной образ жизни. 
На Ямайке местное население издревле охотилось на хутий с собаками ради мяса, что периодически продолжается и до сих пор, поэтому ныне вид занесён в Международную Красную книгу в категорию уязвимых.